# Tipula (Serratipula) marina
Tipula (Serratipula) marina is een tweevleugelige uit de familie langpootmuggen (Tipulidae). De soort komt voor in het Nearctisch gebied.